# Elisabeth Müller
Ne doit pas être confondu avec Elisabeth Müller (auteur).
Pour les articles homonymes, voir Müller.
Elisabeth Müller (18 juillet 1926 - 11 décembre 2006) est une actrice suisse. 

## Filmographie

### Cinéma
- 1947 : Meurtre à l'asile
- 1954 : Le Destructeur
- 1956 : Des roses pour Bettina
- 1956 : Les Grands de ce monde
- 1959 : Trahison à Athènes
- 1959 : Alle Tage ist kein Sonntag

### Télévision
- 1984 : Inspecteur Derrick